# Михаил Гуревич
Михаил Наумович Гуревич (на турски: Mikhail Naumoviç Gureviç) е бивш украинско-съветски и белгийски и понастоящем турски шахматист (гросмайстор, 1986) и международен шахматен съдия (2006).
Състезавал се е за държавите СССР – до разпадането му, и Белгия в периода 1991 – 2005 г. Представя Турция на международната сцена, като е сред нейните 2 гросмайстори (със Суат Аталик).
Гуревич спечелва украинското първенство през 1984 г., а година по-късно става шампион на Съветския съюз, завършвайки с равен брой точки с Александър Чернин и Виктор Гавриков. В последвалия тайбрек всички партии завършват реми и тримата шахматисти си поделят титлата. Въпреки успеха му през 1985 г. в първенството, на Гуревич не му е позволено да участва на междузоналния турнир в Тунис, а на негово място отиват Чернин и Гавриков.
Гуревич става международен майстор през 1985 г., а година по-късно – гросмайстор. Периодът 1989 – 1991 е върхът в кариерата му. През тези години Гуревич е сред десетте най-силни шахматисти в света.
През 2001 г. печели белгийското първенство с перфектен резултат – 9/9 т. През 2002 г. заема след тайбрек втората позиция на Европейското индивидуално първенство в Батуми, Грузия.
През 2005 г. заема осмо място на Световната купа на ФИДЕ, побеждавайки Роберт Маркус, Павел Елянов, Алексей Широв и Владимир Малахов по време на турнира и губейки от победителя Левон Аронян. Това му представяне го класира за турнира на кандидатите за Световното първенство по шахмат през 2007 г. Там обаче е елиминиран в първия кръг от унгареца Петер Леко с 3,5:0,5.
Живее в Турция и спечелва турския шампионат през 2006 г. Две години по-късно пак спечелва надпреварата с резултат 11,5/13 т.
Михаил Гуревич е известен като екперт по Френска защита и вариант Решевски на Защита Нимцович.

## Турнирни резултати
- 1987 – Москва (1-во място, пред Олег Романишин и Сергей Долматов)
- 1989 – Реджо Емилия (1-во място, пред Василий Иванчук, Ян Елвест и Вишванатан Ананд)
- 1990 – Москва (1 – 3-то място, с Александър Халифман и Евгений Бареев)
- 1999 – Поляница-Здруй (2-ро място, след Ван Уели на турнира „Мемориал Акиба Рубинщайн“)[4]
- 2008 – Измир (3-то място, след Торнике Саникидзе и Давит Магалашвили)[5]

## Шахматни олимпиади
Гуревич участва на три шахматни олимпиади. Изиграва общо 30 партии, в които постига 12 победи и 12 ремита. Средната му успеваемост е точно 60 процента. През 1992 г. постига реми с Кирил Георгиев. Две от шестте му загуби са нанесени от Майкъл Адамс и Алексей Широв.
| Година | Организатор | Отбор  | Класиране (отборно) | Дъска |
| 1992   | Манила      | Белгия | 50                  | Първа |
| 2006   | Торино      | Турция | 38                  | Първа |
| 2008   | Дрезден     | Турция | 36                  | Първа |